# Noite de "3P"
"A noite dos três P" ("pássaros", prostitutas e proxenetas) foi uma série de batidas policiais ordenadas pelas autoridades comunistas do Ministério do Interior de Cuba contra prostitutas, proxenetas e homossexuais, chamados de "pássaros", em 1962. Nessas batidas milhares de pessoas foram presas para realizar um ato de "higiene social revolucionária”. Uma dessas pessoas foi o escritor Virgilio Piñera.

## O caso de Virgilio Piñera
Pressionado por intelectuais, Virgilio Piñera foi libertado da prisão, mas teve que ir morar no apartamento de seu colega Guillermo Cabrera Infante, que posteriormente confessou que seu apartamento "estava cheio de homossexuais que não ousavam dormir em suas próprias casas".